# Ray Shero
Rejean „Ray“ Shero (* 28. Juli 1962 in Saint Paul, Minnesota; † 9. April 2025) war ein US-amerikanischer Eishockeyspieler und -funktionär. Er trat in der National Hockey League (NHL) vor allem als General Manager in Erscheinung, so war er in dieser Funktion bei den Pittsburgh Penguins (2006–2014) sowie bei den New Jersey Devils (2015–2020) tätig.

## Karriere
Ray Shero begann seine Karriere 1980 als linker Flügelstürmer an der St. Lawrence University. Im NHL Entry Draft 1982 wurde er von den Los Angeles Kings in der elften Runde an Position 216 ausgewählt, ging aber weiterhin auf die Universität, die er 1982/83 und 1983/84 in Punkten anführte. Zudem war er von 1983 bis 1985 Mannschaftskapitän.
1985 verließ er die Universität mit Abschlüssen in Wirtschaft und Soziologie und beendete auch seine aktive Eishockeykarriere ohne je in der NHL gespielt zu haben. Ab 1986 vertrat er die Interessen von NHL-Spielern als deren Agent. Im Sommer 1993 wurde er zum Assistenz-General Manager der Ottawa Senators ernannt und blieb dort bis November 1998, als er den gleichen Posten bei den Nashville Predators antrat, die in ihrer ersten NHL-Saison waren. Dort hatte er auch Einfluss auf den Erfolg der Milwaukee Admirals, dem AHL-Farmteam der Predators, die 2004 den Calder Cup gewannen.
Nach fast acht Jahren in Nashville verpflichteten ihn die Pittsburgh Penguins Ende Mai 2006 als neuen General Manager. Eine erste wichtige Entscheidung traf Shero bereits im Juni, als er Jordan Staal im NHL Entry Draft 2006 in der ersten Runde auswählte, der sofort den Sprung in den NHL-Kader der Penguins schaffte. Während der Saison 2006/07 verstärkte er die Mannschaft unter anderem mit der Verpflichtung von Gary Roberts, sodass die Penguins erstmals seit 2001 wieder die Playoffs erreichen konnten.
Im Sommer 2007 arbeitete Shero weiter an dem Aufbau und vor allem an der Zukunft der Mannschaft, als er mit dem Jungstar Sidney Crosby einen neuen Vertrag bis 2013 abschloss und mit den Veteranen Gary Roberts und Mark Recchi verlängern konnte. Zudem verpflichtete er die erfahrenen Darryl Sydor und Petr Sýkora und Trainer Michel Therrien erhielt eine Vertragsverlängerung bis 2009. Therrien ersetzte er 2009 durch Dan Bylsma, mit dem die Penguins in den folgenden Playoffs den Stanley Cup gewannen. Er persönlich wurde für seine Arbeit in Pittsburgh im Jahre 2013 mit dem NHL General Manager of the Year Award geehrt.
Im Mai 2014 wurde Shero nach acht Jahren bei den Penguins entlassen. Nach einem Jahr Auszeit verpflichteten ihn die New Jersey Devils im Mai 2015 als General Manager, wo er die Nachfolge von Lou Lamoriello antrat. In New Jersey gelang es ihm in den folgenden Jahren nicht, ein konkurrenzfähiges Team aufzubauen, sodass er nach nur einer Playoff-Teilnahme im Januar 2020 entlassen wurde. Seine Nachfolge trat interimsweise sein bisheriger Assistent Tom Fitzgerald an.

## Erfolge und Auszeichnungen
- 2013 NHL General Manager of the Year Award

## Familie
Ray Sheros Vater Fred Shero, seit 2013 Mitglied der Hockey Hall of Fame, war Spieler und Trainer in der NHL. Als Trainer führte er die Philadelphia Flyers zu zwei Stanley-Cup-Siegen und war erster Preisträger des Jack Adams Award als bester Trainer der NHL. Zudem gewann er den Calder Cup und die Meisterschaft der Central Hockey League und wurde in beiden Ligen als bester Trainer ausgezeichnet.
Ray Shero war verheiratet und hatte zwei Söhne.